# Pennādam
Pennādam är en ort i Indien.   Den ligger i distriktet Cuddalore och delstaten Tamil Nadu, i den södra delen av landet, 1 900 km söder om huvudstaden New Delhi. Pennādam ligger 52 meter över havet och antalet invånare är 17 662.
Terrängen runt Pennādam är platt, och sluttar norrut. Runt Pennādam är det tätbefolkat, med 308 invånare per kvadratkilometer. Närmaste större samhälle är Vriddhāchalam, 15,2 km nordost om Pennādam. Trakten runt Pennādam består till största delen av jordbruksmark.